# Fokas (biskop)
Fokas var en biskop av Sinope vid Svarta havet.
Fokas dog martyrdöden under kejsar Trajanus. Han vördas som helgon inom romersk-katolska kyrkan. Fokas av Sinope blandas ofta ihop med Fokas trädgårdsmästaren, ett annat helgon. Han firningsdag är den 14 juli.